# Zogno
Zogno ist eine norditalienische Gemeinde (comune) mit 8582 Einwohnern (Stand 31. Dezember 2023) in der Provinz Bergamo in der Lombardei. Die Gemeinde liegt etwa elf Kilometer nördlich von Bergamo an der Strada Statale 470 (wegen einer Umfahrung ist die Strecke nach Bergamo 18 Kilometer lang). Durch die Gemeinde fließt der Brembo.

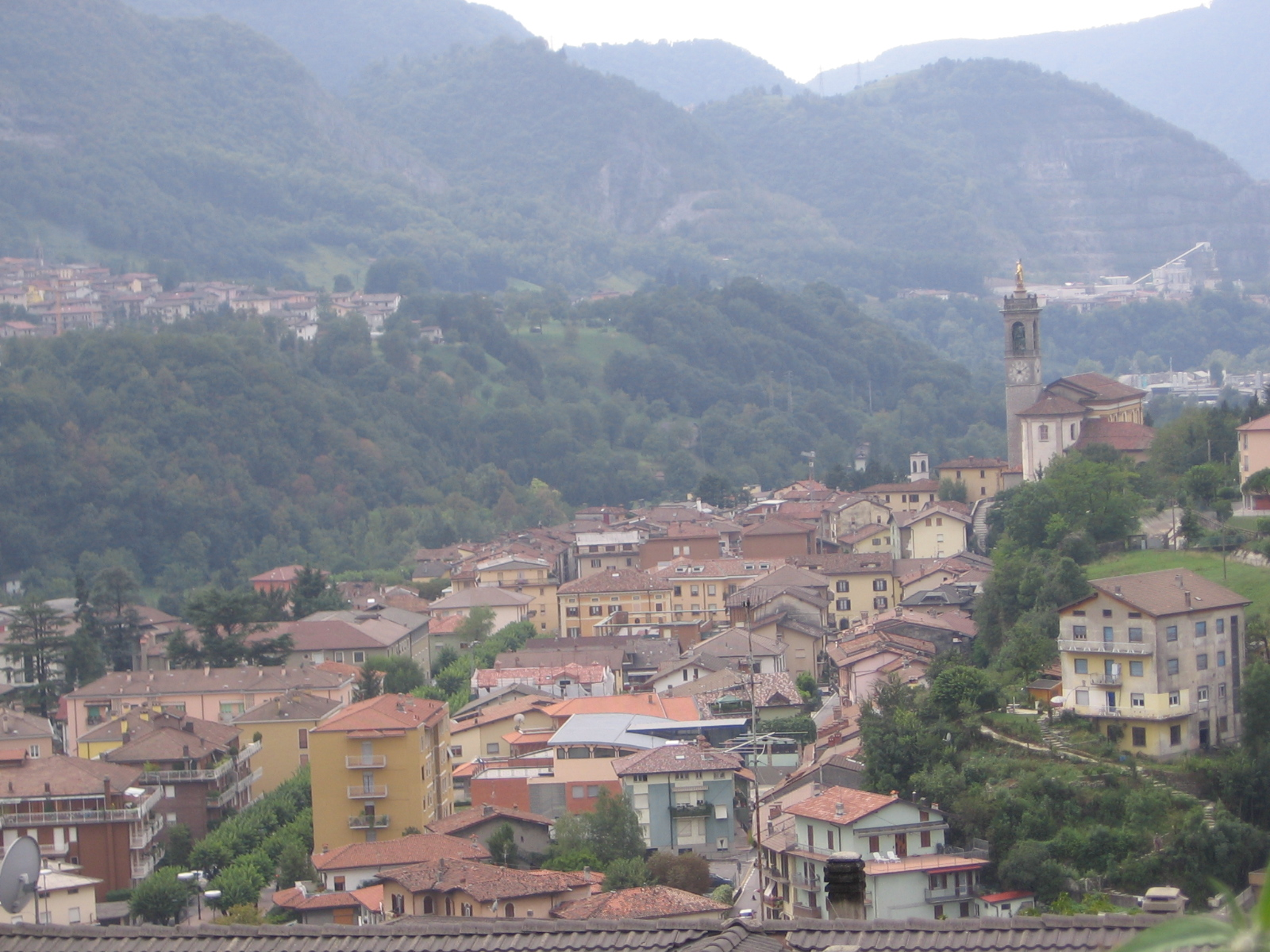
Panorama von Zogno

Der Ort liegt im Valle Brembana am Fuß des Monte Zucco.

## Persönlichkeiten
- Bortolo Belotti (1877–1944), Jurist, Politiker und Schriftsteller
- Ilaria Ghisalberti (* 2000), Skirennläuferin
- Antonio Pesenti (1908–1968), Radrennfahrer
- Bartholomeo Ruspini (1729–1813), Arzt und Philanthrop
- Pietro Ruggeri da Stabello (1797–1858), Dichter